# Gildardo Gómez
Gildardo Biderman Gómez Monsálvez (født 13. oktober 1963 i Medellín, Colombia) er en tidligere colombiansk fodboldspiller (forsvarer).
Gómez tilbragte sin klubkarriere i den hjemlige liga, hvor han var tilknyttet Atlético Nacional og Independiente i hjembyen Medellin, samt Bogotá-klubben Millonarios. Med Atlético Nacional var han med til at vinde Copa Libertadores i 1989.
Gómez spillede desuden 22 kampe for det colombianske landshold. Han repræsenterede sit land ved VM i 1990 i Italien. Han spillede alle sit holds fire kampe i turneringen, hvor colombianerne blev slået ud i 1/8-finalen.

## Titler
Copa Libertadores
- 1989 med Atlético Nacional

Copa Interamericana
- 1989 med Atlético Nacional